# Isidor Marí Mayans

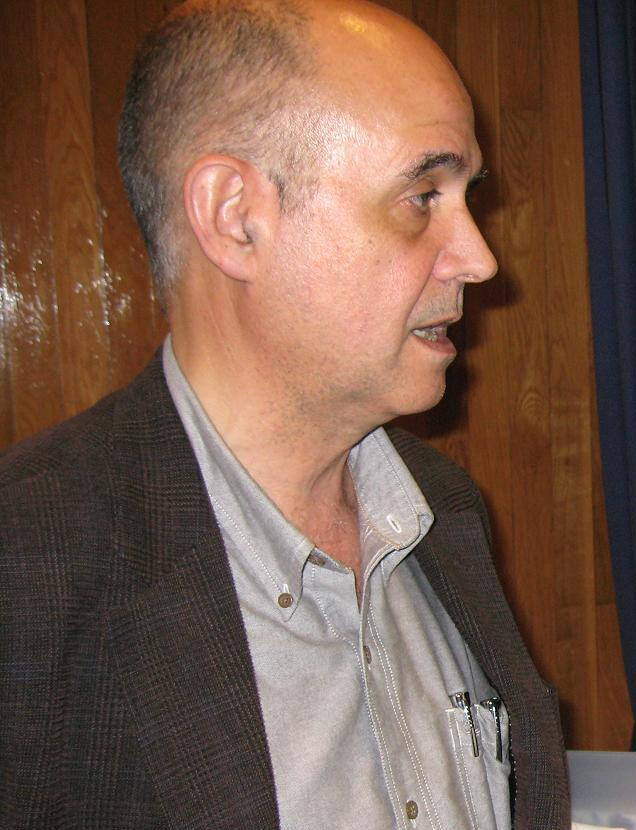
Isidor Marí Mayans (2007)

Isidor Marí Mayans (* 4. April 1949 in Eivissa) ist Katalanist und Soziolinguist aus Ibiza. Er arbeitet zu Themen der Popkultur, Soziolinguistik und Sprachpolitik.

## Akademische Laufbahn
Er studierte katalanische Philologie an der Universität Barcelona (Abschluss 1972) und begann seine akademische Laufbahn als Dozent an der Fakultät für Philosophie und Künste der Balearen (1972–1980), wo er die Abteilung für katalanische Sprache und Literatur leitete und sich für die Eingliederung der katalanischen Sprache in das Bildungssystem der Balearen einsetzte. Seine Interessen waren zunächst auf die Popkultur gerichtet. Später konzentrierte sich seine Tätigkeit auf Soziolinguistik und Sprachplanung.
Von 1980 bis 1996 arbeitete er in der Abteilung für Kultur der Generalitat de Catalunya als Leiter des Sprachberatungsdienstes (1980–1988) und als stellvertretender Generaldirektor für Sprachpolitik (1989–1996). Neben anderen Projekten förderte er den multimedialen Sprachkurs Digui, digui, ... und das katalanische Zentrum für Terminologie Termcat, das er von 1988 bis 1997 leitete. Seit 1989 ist er Mitglied der Philologischen Sektion des Instituts für Katalanische Studien. Im Jahr 1996 wechselte er an die katalanische Fernuniversität Universitat Oberta de Catalunya und wurde Direktor der Abteilung für Geisteswissenschaften und Literatur.
Von 2010 bis 2014 war er Präsident der Philologischen Sektion des Instituts für Katalanische Studien. Er ist auch Mitglied des Konsultativrates der Platform für die Sprache (Plataforma per la Llengua).

### Auszeichnungen
Im Jahr 2003 wurde ihm der Preis Ramon Llull verliehen und im Jahr 2007 der Lupa d‘Or-Preis (Vereinigung der Soziolinguisten der katalanischen Sprache).

## Publikationen (Auswahl)

### Abhandlungen
- 1981: Standardisierung der katalanischen Sprache. Aktuelle Perspektiven (L'estandardització de la llengua catalana. Perspectives actuals, pdf, auf Katalanisch)
- 1984: Unsere eigene Stimme (La nostra pròpia veu)
- 1991: Die autonome Debatte auf den balearischen Inseln während der Zweiten Republik (mit Guillem Simó Roca) (El debat autonòmic a les Illes durant la Segona República)
- 1992: Ein Horizont für die Sprache (Un horitzó per a la llengua)
- 1992: Die vergessenen balearischen Inseln (Les illes oblidades) (Herausgeber)
- 1993: Die katalanische Sprache und Kultur kennenlernen (Conocer la lengua y la cultura catalanas)
- 1996: Europäische Mehrsprachigkeit und die katalanische Sprache (Plurilingüisme europeu i llengua catalana)
- 2001: Kultur auf Ibiza und Formentera (19. und 20. Jahrhundert) (La cultura a Eivissa i Formentera [segles XIX i XX])
- 2002: Eine interkulturelle Politik für die Balearen? (Una política intercultural per a les Balears?)
- 2011: Policies Governing the Use of Languages in Relations between the Authorities and the Public.
- 2013: Localisation and globalisation in Catalan companies' language policies.
- 2016: Die Beziehung zwischen Baltasar Samper und Isidor Macabich (La relació entre Baltasar Samper i Isidor Macabich)

### Gemeinschaftspublikationen
- 1983: Register und Varianten der Sprache, (Registres i varietats de la llengua), in: COM ensenyar català als adults, 3, 27–37.
- 1986:  Zu Standardsprache und Lehre des Katalanischen (Sobre l'estàndard i l'ensenyament del català), in: COM ensenyar català als adults. 12, Barcelona, Generalitat de Catalunya, 23–25.
- 1987: Neue Überlegungen zur Standardsprache (Noves consideracions sobre l'estàndard), in: COM, 15, 23–25.
- 1987: Sprachvarianten und -register in Massenmedien (Varietats i registres en la llengua dels mitjans de comunicació de masses), in: Actes de les Segones Jornades de la Llengua Normativa. Barcelona, Verlag Abadia de Montserrat, 9–30.
- 1990: Vorüberlegungen zur Verbreitung eines linguistischen Modells in den Medien (Consideracions prèvies per a la difusió d'un model lingüístic als mitjans de comunicació), in: La llengua als mitjans de comunicació. València, Antoni Ferrando (Herausgeber). Inst. Filologia Valenciana, 17–24.
- 1992: Der Stand Entwicklung der Register (Estat d'elaboració dels registres), in: Segon Congrés Internacional de la Llengua catalana, IV, àrea 3. Lingüística Social. Palma, Universitat de les Illes Balears.
- 1999: Sprachplanung (La planificació lingüística), in El català. Un debat a finals del segle xx. Barcelona, la Busca edicions, 81–108.
- 2006: Globalisierung, Interkulturalität und Multilinguismus (Mundialització, interculturalitat i multilingüisme) Palma: Lleonard Muntaner. (Preis La lupa d'or der Associació de Sociolingüistes de Llengua Catalana)

## Singer-Songwriter
Er war ebenfalls Mitglied der Musikgruppen Isidor und Joan (1965–1966), Uc (1974–1985) und seit 1999 Falsterbo Marí und machte Soloauftritte.

## Diskografie

### Mit Uc
- 1974: Lieder von Eivissa (Cançons d'Eivissa)
- 1976: Auf dieser so armen Insel (En aquesta illa tan pobra)
- 1979: Ein Segel auf dem Meer (Una ala sobre el mar)

### Mit Falsterbo Marí
- 2000: Es springt ein Vogel (Salta un ocell)
- 2002: Herz aus Chrom (Cor de crom)

### Als Solist
- 2006 Bucht für Bucht (Ansa per ansa)
- 2013 Es wird hart - 14 Versionen von Bob Dylan (Serà molt fort - 14 versions de Bob Dylan)